# Bryan Saunders
Bryan Saunders, född 9 juli 1952, död april 2022, var en friidrottare från Kanada. Han deltog vid olympiska sommarspelen 1976.